# Altkalen
Altkalen ist eine Gemeinde im Osten des Landkreises Rostock in Mecklenburg-Vorpommern (Deutschland). Die Gemeinde wird vom Amt Gnoien mit Sitz in der Stadt Gnoien verwaltet.

## Geografie
Die Gemeinde Altkalen liegt in einem hügeligen Gebiet nahe der Peenequelle zwischen den Kleinstädten Gnoien, Dargun und Neukalen. Der Kummerower See und die Mecklenburgische Schweiz sind ca. 10 km entfernt. Durch das Gemeindegebiet, das im Osten an den Landkreis Mecklenburgische Seenplatte grenzt, fließt neben der Peene der Vurzbach. Die abwechslungsreiche Landschaft wird zudem von kleinen Seen (Neu Pannekower- und Pfarrsee) sowie über 4000 Jahre alten Hünengräbern (im Lüchower Wald und im Postmoor) geprägt. Die höchste Erhebung liegt mit 46 m ü. NN zwischen Altkalen und dem Ortsteil Damm. Umgeben wird Altkalen von den Nachbargemeinden Gnoien und Finkenthal im Norden, Dargun im Osten, Neukalen im Südosten, Lelkendorf im Süden, Jördenstorf im Südwesten, Schwasdorf im Westen sowie Walkendorf im Nordwesten.
Zu Altkalen gehören die Ortsteile Altkalen-Ziegelei, Alt Pannekow, Neu Pannekow, Damm, Granzow, Kämmerich, Kleverhof, Lüchow  und Rey.

## Geschichte

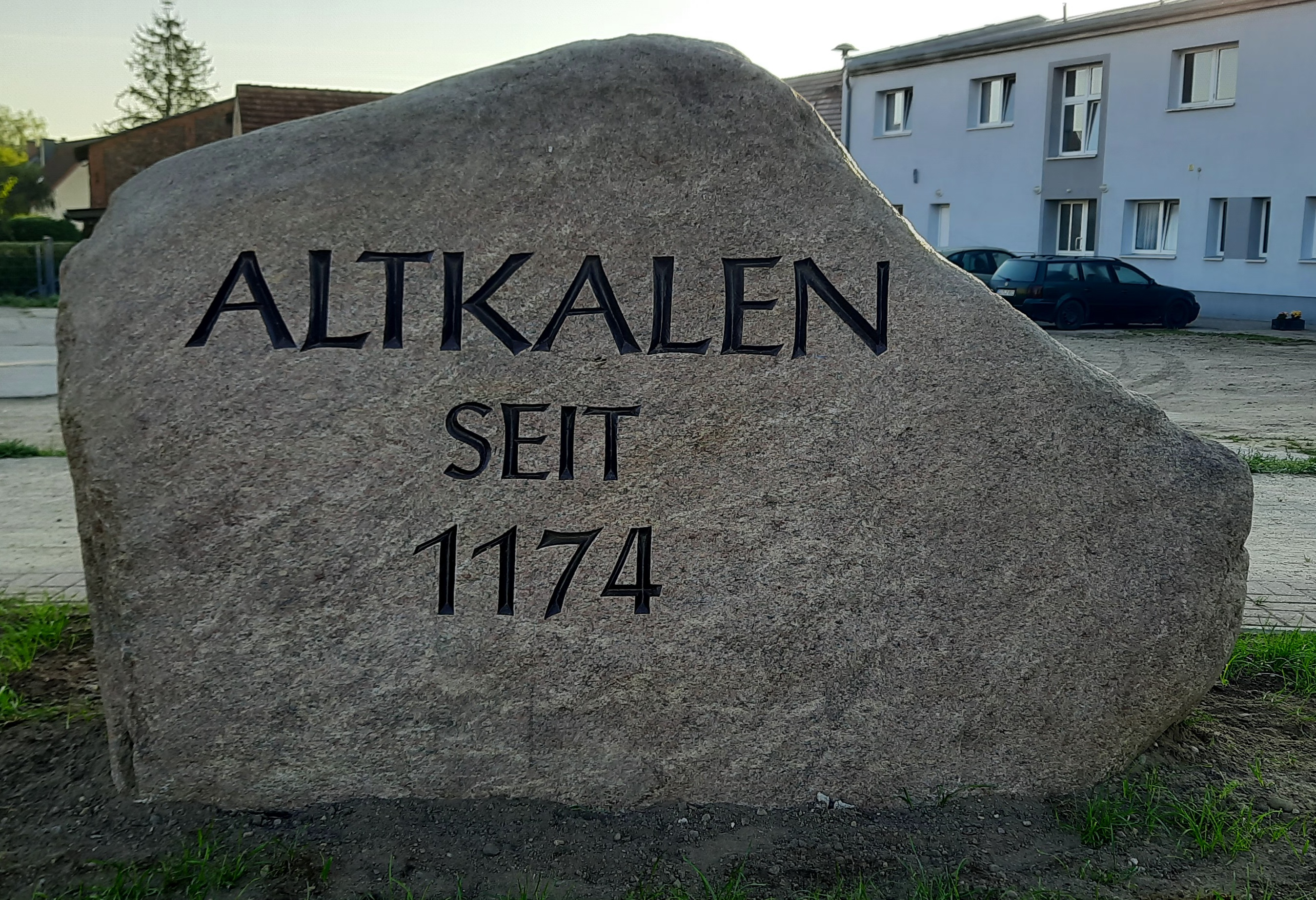
Gedenkstein anlässlich 850 Jahre Altkalen, Mecklenburg-Vorpommern

Kalen wird erstmals in einer Urkunde von 1174 erwähnt. Die Bezeichnung „Kalen“ ist slawischen Ursprungs und bedeutet „Sumpf“, „Morast“. Nach 1236 wurde der Ort Kalen, auch „Kaland“ (heute Altkalen), an der Handelsstraße von Stettin nach Rostock gelegen, von Fürst Heinrich Borwin III. zu Rostock als Stadt mit einer starken Befestigung ausgebaut. Die neue Stadt bekam Ländereien und ihr wurde 1253 das Lübische Stadtrecht verliehen. Doch schon 1281 wird dem Ort das Stadtrecht entzogen. Der Fürst Waldemar von Rostock gründet etwa zehn Kilometer südlich bei dem Ort Bugelmast an einem strategisch viel wichtigeren Platz Neukalen. Das alte Kalen wurde wieder zu einem Dorf, zu Altkalen.
Am 1. Juli 1950 wurde die bis dahin eigenständige Gemeinde Damm eingegliedert. Am 1. Januar 1951 kam Alt Pannekow hinzu. Am 1. Januar 1999 wurde Kleverhof eingemeindet.
Anlässlich 850 Jahre Altkalen wurde 2024 in der Gemeinde ein Gedenkstein errichtet.

### Ortsteile
- Alt Pannekow und Neu Pannekow: Mitte des 19. Jahrhunderts ist Gutsbesitzer Pätow[3] für Alt-Pannekow nachgewiesen. Anfang des 20. Jahrhunderts war der die beiden Orte prägende landwirtschaftliche Betrieb in Einzelbesitz von Caroline Mahns. Dazu gehörten 175 ha Land.
- Damm, jahrzehntelang großbäuerlich geprägt, zeitweise mit sechs nummerierten Höfen über jeweils 50 ha.
- Granzow: Auf der Gemarkung lag lange einer der Stammsitze der Familie von Kardorff, letzte Vertreter vor Ort die Gebrüder, Oberst a. D. Egon von Kardorff[4] und der Diplomat Radolf von Kardorff. Das Gut wurde vor 1928 teils aufgesiedelt. Das Gutshaus ist vorhanden, bis 1945 im Besitz des kurzzeitigen (1933/34) NSDAP-Ministerpräsidenten Hans Egon Engell.
- Lüchow: Ortschaft mit ehemaligen 264 ha[5] großen Allodialgut des Karl von Schack, dann seines Sohnes Paul von Schack (1830–1915).
- Kämmerich: 1506 in Matrikeln erwähnt Claus Speckin-Kämmerich[6], nachfolgend Übergang in einen fiskalischen Besitz in Form einer Dömäne.[7]
- Kleverhof: fungierte als Domäne vom Freistaat Mecklenburg-Schwerin und war verpachtet, Umfang rund 410 ha.
- Rey, spät ein Stammsitz der von Schack, weit vor 1800 in der Hand des Cord-Christoph von Schack (um 1657–1739).[8] Neben dem Gut des Karl von Schack gab es in den späteren 1920er Jahren drei Bauernhöfe zwischen 18 h und 21 ha; im Besitz von Anna Bauer, Anton Thürkow sowie Reinhard Bobrowski.[9] Letzte Gutsbesitzerin war Paula von Schack auf den Gütern Rey und Lüchow.

## Politik

### Gemeindevertretung und Bürgermeister
Der Gemeinderat besteht (inkl. Bürgermeister) aus neun Mitgliedern. Die Wahl zum Gemeinderat im Jahr 2024 hatte folgende Ergebnisse
| Partei/Bewerber              | Prozent | Sitze |
| ---------------------------- | ------- | ----- |
| Altkalener Wählergruppe      |         | 6     |
| CDU                          |         | 2     |
| ABA (Aktive Bürger Altkalen) |         | 1     |

Bürgermeister ist seit 2024 Frank Albrecht.

## Sehenswürdigkeiten

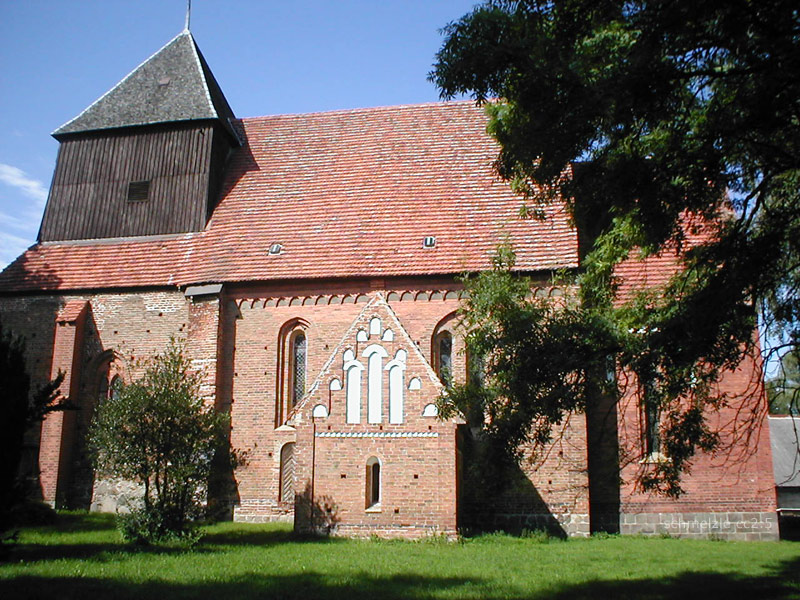
Kirche in Altkalen

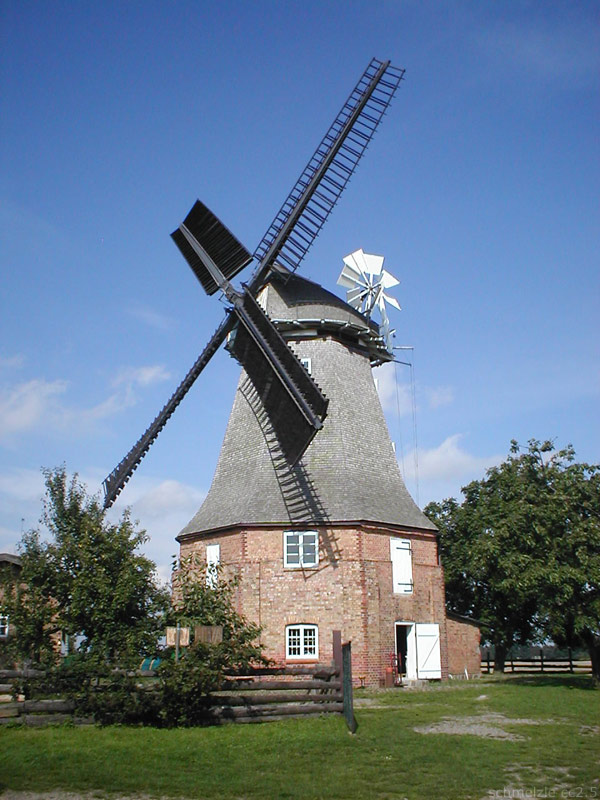
Windmühle in Altkalen

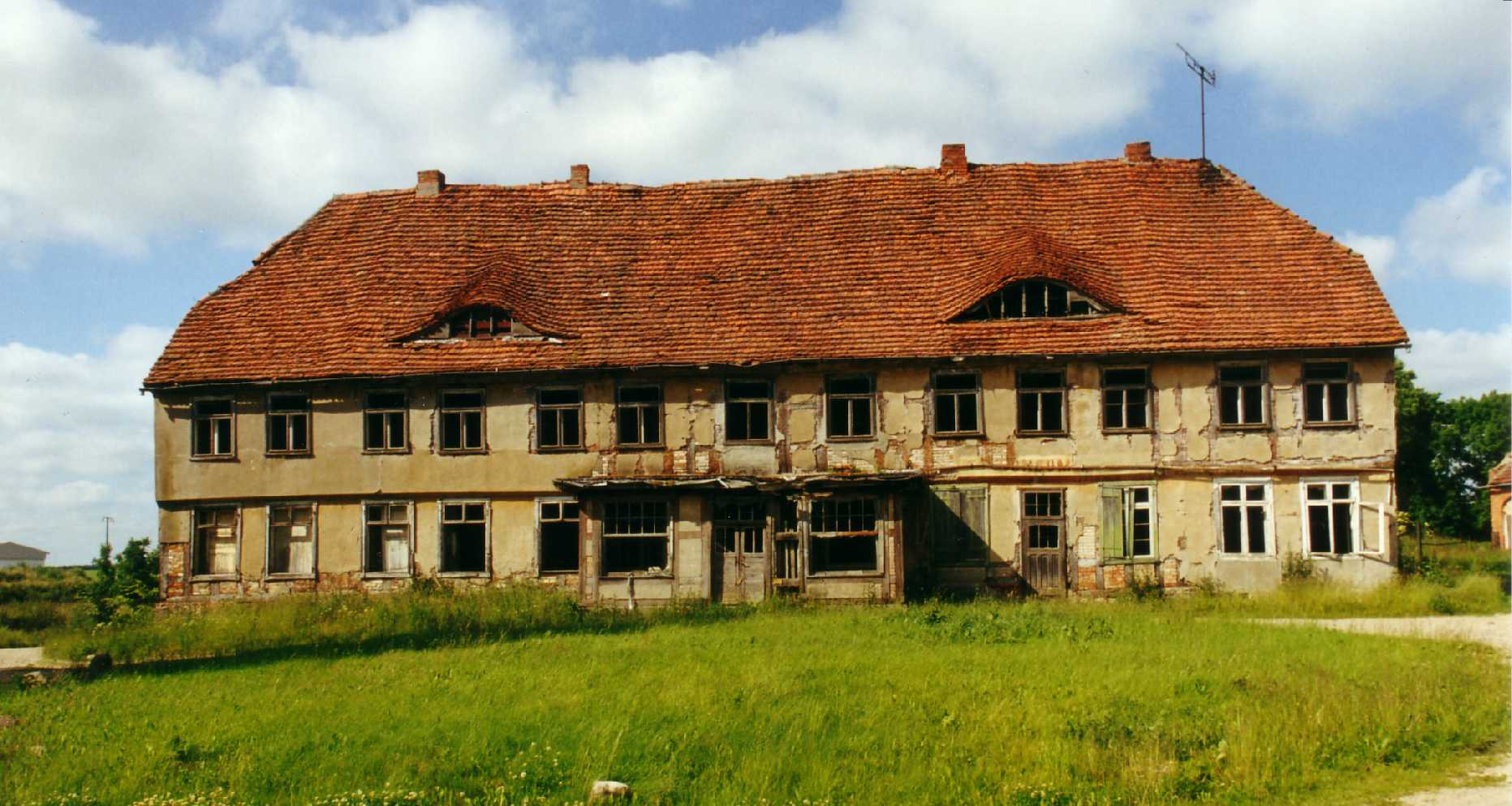
Herrenhaus Rey

- Die Dorfkirche Altkalen wurde ab der zweiten Hälfte des 13. Jahrhunderts anstelle eines Vorgängerbauwerks errichtet und weist sehr alte Wand- und Deckenmalereien auf.
- Die Holländerwindmühle in Altkalen ist die einzige noch regelmäßig produzierende Windmühle Mecklenburg-Vorpommerns. Die Mühle wurde nach einem Brand der Vorgängermühle 1913 mit Teilen einer abgebrochenen Mühle aus Wittenförden neu errichtet und von 1991 bis 2002 umfassend saniert.[11]
- Hünengräber im Lüchower und Schlutower Wald
- Wundereiche im Lüchower Wald und die Wunderbuche im Postmoor,
- Schlossberg mit Wallresten
- Kastanienalleen zwischen Kleverhof und Jördenstorf
- Herrenhaus Alt Pannekow: heute Wohnhaus
- Herrenhaus Kämmerich: Zweigeschossiger Backsteinbau von 1902 mit Zwerchgiebel
- Herrenhaus Kleverhof: Eingeschossiger Putzbau mit Krüppelwalmdach
- Herrenhaus Rey: Zweigeschossiger barocker Fachwerkbau vom Anfang des 18. Jahrhunderts, heute Ruine, vom Landesamt für Denkmalpflege als besonders gefährdet eingestuft. Seit Anfang des 18. Jahrhunderts bis 1945 im Besitz der Herren von Schack. Der niederdeutsche Schriftsteller John Brinckman war hier 1842 bis 1844 Hauslehrer bei den Kindern des Herrn Karl von Schack (1799–1868).

→ Siehe auch Liste der Baudenkmale in Altkalen

## Verkehr
In alle Richtungen führen von Altkalen aus gute Verbindungsstraßen. Die Anschlussstellen Tessin und Bad Sülze an der Bundesautobahn 20 sind jeweils 22 Kilometer entfernt. Der nächste Bahnhof befindet sich in der 20 Kilometer südlich gelegenen Stadt Malchin an der Bahnstrecke Güstrow–Neubrandenburg. Des Weiteren gibt es im 15 Kilometer entfernten Teterow einen Bahnhof, der die Bahnstrecke Teterow -Güstrow verbindet.

## Persönlichkeiten
- Heinrich Gustav Flörke (* 24. Dezember 1764 in Altkalen; † 6. November 1835 in Rostock), deutscher Botaniker, Professor in Rostock
- Friedrich Carl Ludwig von Kardorff (* 21. März 1812 in Alt-Pannekow; † 8. Mai 1870 in Neustrelitz), deutscher Verwaltungsjurist und 1849/50 Mitglied der Mecklenburgischen Abgeordnetenversammlung
- Wilhelm Schmidt (1829–1909), Ministerialbeamter in  Mecklenburg-Schwerin
- Hans Egon Engell (1897–1974), Gutsherr auf Granzow und NS-Ministerpräsident von Mecklenburg